# 춘희 (1936년 영화)
《춘희》(영어: Camille)는 1936년 개봉한 미국의 로맨틱 드라마 영화로, 조지 큐커가 감독을 맡았으며, 알렉상드르 뒤마 피스의 동명 1848년 소설과 1852년 희곡이 영화의 원작이다. 미국 영화 연구소(AFI) 선정 '100 Years...100 Passions' 명단 33위를 한 작품이다.

## 출연

### 주연
- 그레타 가르보
- 로버트 테일러

### 조연
- 라이오넬 베리모어
- 엘리자베스 앨런
- 제시 랠프
- 헨리 다니엘
- 르노어 울릭
- 로라 홉 크류즈
- 렉스 오맬리

## 기타
- 원작자: 알렉상드르 뒤마 필스
- 협력프로듀서: 데이빗 루이스
- 미술: 세드릭 기븐스
- 미술: 프레데릭 호프
- 미술: 에드윈 B. 윌리스
- 의상: 아드리안